# 熊本県の市町村章一覧
熊本県の市町村章一覧（くまもとけんのしちょうそんしょういちらん）は、熊本県内の市町村に制定されている、あるいは制定されていた市町村章の一覧である。なお、一覧の順序は全国地方公共団体コード順による。廃止された市町村章は廃止日から順に掲載している。

## 市部
| 市       | 市章 | 由来                                                        | 制定日         | 備考                                                                              |
| -------- | ---- | ----------------------------------------------------------- | -------------- | --------------------------------------------------------------------------------- |
| 熊本市   |      | 「く」を図案化したもの                                      | 1969年8月1日   | 2代目の市章である                                                                 |
| 八代市   |      | 2005年の合併時の市町村数「6」と市名の「八」を図案化したもの | 2005年8月1日   | 3代目の市章である 色は「6」は青色、「八」は左側は緑色・右側は赤色が指定されている |
| 人吉市   |      | 「ヒ」を飛鳥を想像する形で図案化したもの                    | 1972年10月7日  | 3代目の市章である                                                                 |
| 荒尾市   |      | 「ア」を図案化したもの                                      | 1962年4月1日   | 2代目の市章である                                                                 |
| 水俣市   |      | 「水」を図案化し、「M」に変形したもの                       | 1949年4月1日   | 色は薄水色・金色・紺色が指定されている                                            |
| 玉名市   |      | 「タ」を図案化したもの                                      | 2005年10月3日  | 2代目の市章である 色は左側の丸は青色・右側の丸は緑色、中心は橙色が指定されている  |
| 山鹿市   |      | 「山」と山鹿灯篭を図案化したもの                            | 2005年1月15日  | 2代目の市章である                                                                 |
| 菊池市   |      | 「キ」を図案化したもの                                      | 2005年3月22日  | 2代目の市章である                                                                 |
| 宇土市   |      | 「う」・「と」を図案化したもの                              | 1956年5月16日  | 2001年3月13日に告示される                                                         |
| 上天草市 |      | 「天」を図案化したもの                                      | 2004年3月31日  | 色は緑色・青色・橙色が指定されている                                              |
| 宇城市   |      | 「U」を図案化したもの                                       | 2005年1月15日  | 色は橙色・緑色・青色が指定されている                                              |
| 阿蘇市   |      | 「A」・「S」を図案化したもの                                | 2004年11月22日 | 橙色・緑色・青色が指定されている                                                  |
| 天草市   |      | 「ア」を図案化したもの                                      | 2006年3月27日  | 色は左から緑色・青色・水色が指定されている。                                      |
| 合志市   |      | 「K」を図案化したもの                                       | 2006年2月27日  | 色は円は赤色・右上部は緑色・下部は青色に指定されている                            |

## 町村部
| 郡       | 町村       | 町村章 | 由来                                                                                     | 制定日         | 備考                                                                                 |
| -------- | ---------- | ------ | ---------------------------------------------------------------------------------------- | -------------- | ------------------------------------------------------------------------------------ |
| 下益城郡 | 美里町     |        | 「M」を図案化したもの                                                                    | 2004年11月1日  | 「M」は緑色で中心円は橙色が指定されている                                            |
| 玉名郡   | 玉東町     |        | 全体は「東」を図案化し、中央から右部分は「玉」を意味したもの                             | 1967年4月1日   | 1967年2月に玉東村章として制定されていたもを再制定する                                |
| 玉名郡   | 南関町     |        | 「ナンカン」を図案化し、「南」を象ったもの                                               | 1956年1月12日  |                                                                                      |
| 玉名郡   | 長洲町     |        | 「ナ」を図案化し、「千鳥ヶ浜」と呼ばれていたことから、「千鳥」を表したもの               | 1974年10月1日  |                                                                                      |
| 玉名郡   | 和水町     |        | 「和水」を図案化したもの                                                                 | 2006年3月1日   | 水色・黄緑色が指定されている                                                         |
| 菊池郡   | 大津町     |        | 「つ」を円形にし、ツツジの花びらに「大」を表し、図案化したもの                           | 1987年8月24日  | 1970年1月1日の広報おおづまちには現在、使用されている町章が掲載されている             |
| 菊池郡   | 菊陽町     |        | 「キ」を図案化したもの                                                                   | 1972年4月1日   | 1986年3月31日に告示される                                                            |
| 阿蘇郡   | 南小国町   |        | 志賀瀬川と小国杉・「和」を表している                                                     | 1972年4月1日   |                                                                                      |
| 阿蘇郡   | 小国町     |        | 太陽の中に小国杉がある山を配し、「小」を表している                                       | 1980年6月10日  |                                                                                      |
| 阿蘇郡   | 産山村     |        | 「う」を図案化したもの                                                                   | 1974年         |                                                                                      |
| 阿蘇郡   | 高森町     |        | 「タ」を図案化したもの                                                                   | 1969年9月26日  |                                                                                      |
| 阿蘇郡   | 西原村     |        | 「二」を図案化したもの                                                                   | 1977年8月20日  |                                                                                      |
| 阿蘇郡   | 南阿蘇村   |        | 「A」を表したもの                                                                        | 2005年2月13日  | 色は深緑色と橙色が指定されている 2004年10月23日に公表され、2005年2月13日に制定された |
| 上益城郡 | 御船町     |        | 「ミ」と周囲の船の形が「御船」を表したもの                                               | 1960年4月1日   |                                                                                      |
| 上益城郡 | 嘉島町     |        | 「カ島」を図案化したもの                                                                 | 1968年12月1日  | 嘉島村章として制定され、町制施行後に継承される                                       |
| 上益城郡 | 益城町     |        | 「益」を図案化したもの                                                                   | 1989年6月22日  | 制定前から使用されていた                                                             |
| 上益城郡 | 甲佐町     |        | 「甲」を基にし、ハトの両翼を配しているもの                                               | 1958年3月14日  | 1984年10月9日に告示される                                                            |
| 上益城郡 | 山都町     |        | 「山」を意匠化したもの                                                                   | 2005年2月11日  | 色は橙色と緑色が指定されている                                                       |
| 八代郡   | 氷川町     |        | 「ひ川」を一体化したもの                                                                 | 2005年12月1日  |                                                                                      |
| 葦北郡   | 芦北町     |        | 「タ」・「ア」を意匠化したもの                                                           | 2005年1月1日   | 2代目の町章である 色は青色と赤色が指定されている                                     |
| 葦北郡   | 津奈木町   |        | 「ツ」を図案化したもの                                                                   | 1969年4月1日   |                                                                                      |
| 球磨郡   | 錦町       |        | 「二」を図案化したもの                                                                   | 1955年8月1日   | 錦村章として制定され、町制施行後に継承される                                         |
| 球磨郡   | 多良木町   |        | 「タ」図案化したもの                                                                     | 1986年6月1日   | 1973年に制定されていたのを再制定したもの                                             |
| 球磨郡   | 湯前町     |        | 「ユ」を図案化したもの                                                                   | 1970年2月10日  |                                                                                      |
| 球磨郡   | 水上村     |        | 「ミ」を球磨川の波模様と急流に図案化したもの                                             | 1969年10月1日  |                                                                                      |
| 球磨郡   | 相良村     |        | 「さ」を図案化したもの                                                                   | 1971年9月21日  |                                                                                      |
| 球磨郡   | 五木村     |        | 「五」を杵臼と「円」を表したもの                                                         | 1971年9月21日  |                                                                                      |
| 球磨郡   | 山江村     |        | 「山」を図案化したもの                                                                   | 1979年5月17日  |                                                                                      |
| 球磨郡   | 球磨村     |        | 「くま」を左右に組み合わせたもの                                                         | 1954年4月1日   | 1968年1月12日に告示される                                                            |
| 球磨郡   | あさぎり町 |        | 「a」を表したもの                                                                        | 2003年4月1日   | 色は緑色と紺色が指定されている                                                       |
| 天草郡   | 苓北町     |        | 「レイ」を組み合わせて近代的に図案化し、さらに上部の両端を切り離して、「北」を表したもの | 1962年10月25日 | 1962年11月に再制定される                                                             |

## 廃止された市町村章
| 市郡     | 町村     | 市町村章       | 由来 | 制定日         | 廃止日        | 備考                                                                              |
| -------- | -------- | -------------- | --- | -------------- | ------------- | --------------------------------------------------------------------------------- |
| 熊本市   |          |                | 外輪は「九」つの「マ」と「本」を図案化したもの                                                               | 1906年3月3日   | 1969年8月1日  | 初代の市章である                                                                  |
| 八代市   |          |                | 「八代」を円形に図案化したもの                                                                               | 1940年9月1日   | 1970年8月17日 | 初代の市章である                                                                  |
| 人吉市   |          |                | 「人吉」を図案化したもの                                                                                     | 1950年6月      | 1972年10月7日 | 初代の市章である                                                                  |
| 天草郡   | 新和町   |                | 不明 | 不明           | 1985年11月3日 | 初代の町章である                                                                  |
| 飽託郡   | 北部町   |                | 「北」を図案化し、左右対称は旧二村（西里村・川上村）を表したもの                                             | 1968年4月1日   | 1991年2月1日  | 北部村制時に募集され、町制施行後に継承された                                      |
| 飽託郡   | 河内町   |                | 「か」を近代感覚に図案化し、ミカンとその葉っぱを表したもの                                                   | 1976年11月1日  | 1991年2月1日  |                                                                                   |
| 飽託郡   | 飽田町   |                | 「ア」を斜めに図案化したもの                                                                                 | 1980年4月1日   | 1991年2月1日  |                                                                                   |
| 飽託郡   | 天明町   |                | 「て」を図案化したもの                                                                                       | 1975年9月16日  | 1991年2月1日  |                                                                                   |
| 球磨郡   | 上村     |                | 「ウエ」を円型に図案化し、雄和と発展を表したもの                                                             | 1973年7月4日   | 2003年4月1日  |                                                                                   |
| 球磨郡   | 免田町   |                | 「め」を図案化し、「O」=「発展」・「V」=「Victory（勝利）」を表し、連体を表していることを意味したもの        | 1982年1月25日  | 2003年4月1日  | 制定前は作成されていなかった                                                      |
| 球磨郡   | 岡原村   |                | 「オ」を図案化したもの                                                                                       | 不明           | 2003年4月1日  |                                                                                   |
| 球磨郡   | 須恵村   |                | 「ス」を飛翔する鳥を想像しかつ白抜きの円を配し、意匠化したもの                                               | 不明           | 2003年4月1日  |                                                                                   |
| 球磨郡   | 深田村   |                | 「フ」を円形にし、図案化したもの                                                                             | 1972年         | 2003年4月1日  |                                                                                   |
| 天草郡   | 大矢野町 |                | 「大」を人間の形に図案化し、健康を表したもの                                                                 | 1982年3月31日  | 2004年3月31日 |                                                                                   |
| 天草郡   | 松島町   |                | 「マツシマ」を円形に図案化したもの                                                                           | 1955年4月1日   | 2004年3月31日 | 松島村章として制定され、町制施行後に継承された                                    |
| 天草郡   | 姫戸町   |                | 「ひ」を飛翔する鳥の形に図案化したもの                                                                       | 1975年4月1日   | 2004年3月31日 | 1979年11月に再制定される                                                          |
| 天草郡   | 龍ヶ岳町 |                | 「り」を意匠化し、中央を龍ヶ岳（山）と表したもの                                                             | 1975年5月      | 2004年3月31日 |                                                                                   |
| 下益城郡 | 中央町   |                | 「和」を表している                                                                                           | 1975年9月1日   | 2004年11月1日 | 色は緑色が指定されている                                                          |
| 下益城郡 | 砥用町   |                | 「と」を円形に図案化したもの                                                                                 | 1955年4月1日   | 2004年11月1日 | 1958年に再制定される                                                              |
| 葦北郡   | 芦北町   |                | 「ア」を円形に図案化したもの                                                                                 | 1957年9月      | 2005年1月1日  | 初代の町章である                                                                  |
| 葦北郡   | 田浦町   | （著作権存続） | 「タ」を図案化したもの                                                                                       | 1969年4月      | 2005年1月1日  |                                                                                   |
| 宇土郡   | 三角町   |                | 「M」を円形にし、中側に三角を抱いたもの                                                                      | 1962年1月      | 2005年1月15日 |                                                                                   |
| 宇土郡   | 不知火町 |                | 「シ」を不知火の炎の様に図案化したもの                                                                       | 1973年         | 2005年1月15日 |                                                                                   |
| 下益城郡 | 松橋町   |                | 全体は「松」を意匠化し、松葉の模様に「せ」を組み合わせたもの                                                 | 1959年         | 2005年1月15日 |                                                                                   |
| 下益城郡 | 小川町   |                | 「小川」を図案化したもの                                                                                     | 1959年8月      | 2005年1月15日 |                                                                                   |
| 下益城郡 | 豊野町   |                | 「と」を図案化し、点を町（制定当時は村であった）としたもの                                                   | 1968年9月26日  | 2005年1月15日 | 豊野村章として制定され、町制施行後に継承された                                    |
| 山鹿市   |          |                | 「山」を中央に配しかつ図案化し、円で和を表したもの                                                           | 1954年7月9日   | 2005年1月15日 |                                                                                   |
| 鹿本郡   | 鹿北町   |                | 鹿の角で北を表している                                                                                       | 1963年9月21日  | 2005年1月15日 | 鹿北村章として制定されていたもを町制施行後に継承された                            |
| 鹿本郡   | 菊鹿町   | （著作権存続） | 「き」を図案化したもの                                                                                       | 1975年         | 2005年1月15日 |                                                                                   |
| 鹿本郡   | 鹿本町   |                | 「カモト」を結合して表したもの                                                                               | 1955年4月1日   | 2005年1月15日 |                                                                                   |
| 鹿本郡   | 鹿央町   | （著作権存続） | 「カ」を円く置き、中に「央」を入れたもの                                                                     | 1966年         | 2005年1月15日 |                                                                                   |
| 阿蘇郡   | 一の宮町 |                | 「宮」を図案化し、「一の宮」を象ったもの                                                                     | 1981年11月15日 | 2005年2月11日 |                                                                                   |
| 阿蘇郡   | 阿蘇町   |                | 「アソ」を図案化したもの                                                                                     | 1998年3月2日   | 2005年2月11日 | 制定前から使用されていた                                                          |
| 阿蘇郡   | 波野村   |                | 「波」を外側に略し、中央に「野」を平仮名で表したもの                                                         | 1955年10月3日  | 2005年2月11日 |                                                                                   |
| 阿蘇郡   | 蘇陽町   |                | 「ソ」・「ヨ」を図案化したもの                                                                               | 1972年12月7日  | 2005年2月11日 |                                                                                   |
| 上益城郡 | 矢部町   |                | 「矢べ」を同時に表したもの                                                                                   | 1955年2月1日   | 2005年2月11日 |                                                                                   |
| 上益城郡 | 清和村   |                | 円は「和」を表し、「セ」を図案化したもの                                                                     | 1956年7月1日   | 2005年2月11日 | 色は臙脂色が指定されている                                                        |
| 阿蘇郡   | 白水村   |                | 「ハク」を図案化したもの                                                                                     | 1972年8月1日   | 2005年2月13日 |                                                                                   |
| 阿蘇郡   | 久木野村 |                | 「ク」で阿蘇を表し、中央に白川の流れを配したもの                                                             | 1973年4月5日   | 2005年2月13日 |                                                                                   |
| 阿蘇郡   | 長陽村   |                | 「チ」を図案化したもの                                                                                       | 1972年11月30日 | 2005年2月13日 |                                                                                   |
| 菊池市   |          |                | 「キクチ」の文字をハトの羽ばたきを表し、図案化したもの                                                       | 1957年8月10日  | 2005年3月22日 | 色は黒色と金色が指定されている 菊池町章として制定され、初代の市章として継承された |
| 菊池郡   | 七城町   |                | 「七」を図案化したもの                                                                                       | 1989年3月22日  | 2005年3月22日 | 制定前から使用されていた                                                          |
| 菊池郡   | 旭志村   | （著作権存続） | 「旭」の写しを図案化したもの                                                                                 | 1971年         | 2005年3月22日 |                                                                                   |
| 菊池郡   | 泗水町   |                | 「し」を変形し、合志川の流れと北側と東西に伸びる泗水町の地形を針型に象徴たもの                               | 1970年10月1日  | 2005年3月22日 |                                                                                   |
| 八代市   |          |                | 「八」を工業地域を象徴する歯車と海鳥の翼を表している                                                         | 1970年8月17日  | 2005年8月1日  | 2代目の市章である                                                                 |
| 八代郡   | 鏡町     |                | 「カ」を象り、図案化したもの                                                                                 | 1957年2月1日   | 2005年8月1日  |                                                                                   |
| 八代郡   | 東陽村   |                | 「と」をハトの形にあしらったもの                                                                             | 1971年11月1日  | 2005年8月1日  |                                                                                   |
| 八代郡   | 千丁町   |                | 「千丁」を図案化したもの                                                                                     | 1968年3月1日   | 2005年8月1日  | 千丁村章として制定され、町制施行後に継承される                                    |
| 八代郡   | 坂本村   |                | 「サ」を円形に図案化し、全体は「サカモト」と読めるもの                                                       | 1967年6月1日   | 2005年8月1日  |                                                                                   |
| 八代郡   | 泉村     |                | 「い」を図案化したもの                                                                                       | 1969年4月1日   | 2005年8月1日  |                                                                                   |
| 八代郡   | 竜北町   |                | 「り」を図案化したもの                                                                                       | 1974年4月1日   | 2005年10月1日 |                                                                                   |
| 八代郡   | 宮原町   | （著作権存続） | 「み」を図案化したもの                                                                                       | 1970年8月      | 2005年10月1日 |                                                                                   |
| 玉名市   |          |                | 「タ」を円形に図案化したもの                                                                                 | 1954年7月18日  | 2005年10月3日 |                                                                                   |
| 玉名郡   | 岱明町   |                | 「タ」を円形に図案化したもの                                                                                 | 1970年4月1日   | 2005年10月3日 |                                                                                   |
| 玉名郡   | 横島町   | （著作権存続） | 「ヨ」を有明海の干拓新地を抱含している形に変形したもの                                                       | 1968年11月     | 2005年10月3日 |                                                                                   |
| 玉名郡   | 天水町   | （著作権存続） | 全体的にミカンを基幹とし、「テ」を変形して図案化したもの                                                     | 1975年9月      | 2005年10月3日 |                                                                                   |
| 菊池郡   | 合志町   |                | 「こ」を図案化したもの                                                                                       | 1967年4月1日   | 2006年2月27日 |                                                                                   |
| 菊池郡   | 西合志町 |                | 「に」を円形に図案化したもの                                                                                 | 1967年10月1日  | 2006年2月27日 |                                                                                   |
| 玉名郡   | 菊水町   | （著作権存続） | 「キ」と「水」を基にして図案化したもの                                                                       | 1994年10月     | 2006年3月1日  | 制定前から使用されていた                                                          |
| 玉名郡   | 三加和町 |                | 三本の川と合併前の三村を表している                                                                           | 1960年4月1日   | 2006年3月1日  | 三加和村章として制定され、1969年1月に再制定された。                               |
| 本渡市   |          |                | 「本」を有明海の波頭の形に図案化したもの                                                                     | 1954年12月22日 | 2006年3月27日 |                                                                                   |
| 牛深市   |          |                | 「う」を四つ組み合わせて、牛深港（漁港）を表し、図案化したもの                                               | 1954年7月1日   | 2006年3月27日 | 1954年10月20日に告示される                                                        |
| 天草郡   | 有明町   |                | 「有」を円形（丸く）に図案化したもの                                                                         | 1966年11月15日 | 2006年3月27日 |                                                                                   |
| 天草郡   | 御所浦町 |                | 「御」を図案化し、黒い部分は御所浦島・横浦島・牧島と天皇の象徴である勾玉であり、白い部分は日・月を表したもの | 1973年11月1日  | 2006年3月27日 | 色は黒色と白色が指定されている                                                    |
| 天草郡   | 倉岳町   |                | 三つの「ク」を巴形に図案化し、それは合併前の三村（宮田村・棚底村・浦村）を表したもの                         | 1965年6月      | 2006年3月27日 |                                                                                   |
| 天草郡   | 栖本町   |                | 「す」を平仮名に、「本」を図案化したもの                                                                     | 1962年12月1日  | 2006年3月27日 |                                                                                   |
| 天草郡   | 新和町   | （著作権存続） | 「シ」を円形にし、図案化したもの、それは合併前の四村（宮地村・中田村・碇石村・大多尾村）を表したもの         | 1985年11月3日  | 2006年3月27日 | 2代目の町章である                                                                 |
| 天草郡   | 五和町   |                | 「五」を図案化したもの                                                                                       | 1965年5月1日   | 2006年3月27日 |                                                                                   |
| 天草郡   | 天草町   |                | 「ア」と「マ」を組み合わせて図案化したもの                                                                   | 1965年8月20日  | 2006年3月27日 |                                                                                   |
| 天草郡   | 河浦町   |                | 「河」を図案化したもの                                                                                       | 1957年11月     | 2006年3月27日 |                                                                                   |
| 下益城郡 | 富合町   |                | 「と」を円形に図案化したもの                                                                                 | 1974年7月1日   | 2008年10月6日 | 熊本県章に類似しているが、類似しないように考慮したもの                            |
| 下益城郡 | 城南町   |                | 「城南」を図案化し、底辺の三角は「山・川・平地」を表したもの                                                 | 1956年5月15日  | 2010年3月23日 |                                                                                   |
| 鹿本郡   | 植木町   |                | 「う」を図案化したもの                                                                                       | 1980年1月1日   | 2010年3月23日 |                                                                                   |

### 書籍
- 小学館辞典編集部 編『図典 日本の市町村章』（初版第1刷）小学館、2007年1月10日。ISBN 4095263113。
- 近藤春夫『都市の紋章 : 一名・自治体の徽章』行水社、1915年。NDLJP:955061
- 中川幸也『シリーズ人間とシンボル第2号「都市の旗と紋章」』中川ケミカル、1987年10月11日。
- 丹羽基二『日本の市章 （西日本）』保育社、1984年5月5日。
- 望月政治『都章道章府章県章市章のすべて』日本出版貿易株式会社、1973年7月7日。
- NHK情報ネットワーク『NHKふるさとデータブック10 [九州 2]』日本放送協会、1992年5月1日。
- 国際図書『事典　シンボルと公式制度』国民文化協会、1968年。

### 都道府県書籍
- 熊本日日新聞社熊本県大百科事典編集委員会『熊本県大百科事典』熊本日日新聞社、1982年。
- 角川日本地名大辞典編纂委員会『角川日本地名大辞典 43 熊本県』角川書店、1987年12月。

### 自治体書籍

#### 熊本地域（熊本・玉名・鹿本・菊池・飽託・益城・宇土・八代）
- 北部町『北部町勢要覧 1983』熊本県飽託郡北部町企画課、1983年。
- 河内町『みかんの里河内町　昭和60年版　（第5号）」』熊本県飽託郡河内町総務課、1985年。
- 飽田町『飽田町勢要覧 1988』熊本県郡飽託郡飽田町編纂委員会、1988年。
- 天明町『天明町勢要覧 1982』熊本県飽託郡天明町企画課、1982年。
- 天明町役場『天明町例規集』熊本県飽田郡天明町。
- 玉名市役所『旧・玉名市例規集』熊本県玉名市。
- 岱明町役場『岱明町例規集』熊本県玉名郡岱明町。
- 「ふるさと写真集」「町史追録」編集委員『鹿央町ふるさと写真集／鹿央町町史追録』熊本県鹿本郡鹿央町役場 鹿央町教育委員会、2004年12月。
- 矢部町役場『矢部町例規集』熊本県上益城郡矢部町。
- 清和村役場『清和村例規集』熊本県上益城郡清和村。
- 合志町役場『合志町例規集』熊本県菊池郡合志町。
- 西合志町役場『西合志町例規集』熊本県菊池郡西合志町。
- 七城町役場『七城町例規集』熊本県菊池郡七城町。
- 泗水町役場『泗水町例規集』熊本県菊池郡泗水町。
- 菊陽町役場『広報きくよう 縮刷版Ⅰ』熊本県菊池郡菊池町企画財政課、1989年3月。
- 大津町役場『広報おおづまち　縮刷版Ⅰ』熊本県菊池郡大津町役場企画課、1990年12月。
- 宇城市役所『宇城市西部五町村合併の記録 三角町・不知火町・松橋町・小川町・豊野町』熊本県宇城市。
- 豊野町役場『豊野町例規集』熊本県下益城郡豊野町。
- 八代市役所『旧・八代市例規集』熊本県八代市。
- 竜北町役場『竜北町例規集』熊本県八代郡竜北町。
- 千丁町役場『千丁町例規集』熊本県八代郡千丁町。
- 泉村役場『泉村例規集』熊本県八代郡泉村。
- 坂本村役場『坂本村例規集』熊本県八代郡坂本村。
- 東陽村役場『東陽村例規集』熊本県八代郡東陽村。

#### 阿蘇地域（阿蘇）
- 阿蘇町役場『阿蘇町例規集』熊本県阿蘇郡阿蘇町。
- 一の宮町役場『一の宮町例規集』熊本県阿蘇郡一の宮町。
- 波野村史編纂委員会『波野村史』熊本県阿蘇郡波野村、1998年3月。
- 久木野村役場『久木野村例規集』熊本県阿蘇郡久木野村。
- 長陽村史編纂室『長陽村史 資料集』熊本県阿蘇郡長陽村、2004年5月。
- 蘇陽町役場『蘇陽町例規集』熊本県阿蘇郡蘇陽町。

#### 芦北・球磨地域（芦北・球磨）
- 免田町『免田町勢要覧 2002』熊本県球磨郡免田町、2002年3月。
- 免田町役場『免田町例規集』熊本県球磨郡免田町。
- 上村役場『上村例規集』熊本県球磨郡上村。
- 深田村誌編纂委員会『深田村誌』熊本県球磨郡深田村教育委員会、1994年。

#### 天草地域（芦北・球磨・天草）
- 本渡市誌編纂委員会『本渡市五十年誌』熊本県本渡市、2005年3月。
- 牛深市役所『本渡市例規集』熊本県牛深市。
- 牛深市役所『牛深市例規集』熊本県牛深市。
- 有明町役場『有明町例規集』熊本県天草郡有明町。
- 有明町史編纂室『有明町史』熊本県天草郡有明町、2000年3月。
- 御所浦町役場『御所浦町例規集』熊本県天草郡御所浦町。
- 御所浦町役場総務課企画広報係『御所浦町勢要覧1981』熊本県天草郡御所浦町役場総務課企画広報係、1981年3月。
- 倉岳町教育委員会『倉岳町誌』熊本県天草郡倉岳町、2006年3月。
- 栖本町役場『栖本町勢要覧』熊本県天草郡栖本町。
- 新和町役場『新和のあゆみ 時を刻む　思い出の一枚』熊本県天草郡栖本町、2004年11月。
- 五和町役場『五和町例規集』熊本県天草郡五和町。
- 五和町史編纂委員会『五和町史』熊本県天草郡五和町教育委員会、2002年11月。
- 天草町のあゆみ編纂委員会『天草町のあゆみ 誕生から発展へ、そして新生に向かって』熊本県天草郡天草町、2006年3月。
- 河浦町役場『河浦町五十年のあゆみ 町制施行五十周年記念』熊本県天草郡河浦町、2004年9月。
- 特命事項担当『龍ヶ岳町勢要覧 1979』熊本県天草郡龍ヶ岳町、1979年。
- 大矢野町役場『広報おおやの 縮刷版』熊本県天草郡大矢野町。
- 松島町史編纂委員会『松島町史』熊本県天草郡松島町、1987年4月。
- 姫戸町役場『広報姫戸 昭和50年4月1日号』熊本県天草郡姫戸町、1975年4月1日。
- 姫戸町役場『姫戸町勢要覧 人が元気 海が元気 山が元気 いきいき姫戸21』熊本県天草郡姫戸町、2002年3月。